# Der feldgraue Groschen
Der feldgraue Groschen ist ein kurzes, deutsches Stummfilmdrama aus dem Jahre 1917. Er diente als Werbefilm für die sechste Kriegsanleihe im Deutschen Reich.

## Handlung
Die Geschichte beginnt mit der Herstellung von vier Einhundert-Mark-Banknoten mittels einer staatlichen Druckerpresse, von denen vor allem die mit der Nummer E 7400001 im Zentrum der fortlaufenden Handlung steht. Die gramgebeugte Mutter Froehlich erhält auf der Goldsammelstelle für ihre Uhr einen Hundertmarkschein mit der Nummer E 7400001. Die Alte geht damit zur Bank, wo ein dichtes Gedränge wegen der zu zeichnenden Kriegsanleihen herrscht und Mutter Froehlich Leutnant Hochstedt und dessen Braut begegnet. Dort lässt sie sich diesen für sie viel zu großen Schein in fünf 20-Mark-Scheine wechseln. Bei ihrer Nachbarin, der freundlichen Straßenbahnschaffnerin Frau Lehmann, bittet sie an deren Arbeitsstelle darum, für einen der 20-Mark-Scheine die entsprechende Summe in Groschen zu erhalten. Daheim packt sie die Groschen in ein Päckchen und schickt es an die Feldpoststation 356 zu ihrem Sohn Max Froehlich, einem Landsturmmann, der an der Front seinen Dienst versieht.
In dem armseligen Unterstand mit dem sinnigen Namen „Villa Waldfrieden“ öffnet er das Päckchen und liest unter Tränen den Brief seiner Mutter. Plötzlich gerät dieser Frontabschnitt mitsamt dem Bretterverschlag „Waldfrieden“ unter französisches Artilleriefeuer. Alles ruckelt und schuckelt, und dabei fallen Mutter Froehlichs auf dem Tisch abgelegte Groschen zu Boden. Nach dem Angriff, bei dem die Deutschen die attackierenden Franzosen siegreich zurückgeschlagen haben, besichtigt der am selben Frontabschnitt eingesetzte Leutnant Hochstedt den zerschossenen Unterstand und findet einen Groschen, den er als Glücksbringer, als „feldgrauen Groschen“, einsteckt. Seine Kameraden im Offizierskasino raten ihm „Glücksgroschen – Aufheben!“. Dann erhält er den Befehl zu einem späten Melderitt und bricht auf. Auf diesem Ritt wird Hochstedt von der Kugel eines versprengten Franzosen getroffen, als er gerade für einen Moment von seinem Pferd abgestiegen war. Zwei deutsche Sanitäter finden ihn und bringen den Verwundeten in ein Lazarett. Dort stellt sich heraus, dass ihm der Glücksgroschen, durch den Einschlag der Kugel stark verbogen, das Leben gerettet hat. Daraufhin schickt er diesen „Lebensretter“  seiner Braut nach Deutschland. 
Mieze Lehmann erhält einen 100-Mark-Schein als Arbeitslohn in der Munitionsfabrik. Es ist der Schein mit der Nummer E 7400001. Mutter Froehlich verkauft vor dem „eisernen Hindenburg“ an der Siegessäule Spendenkarten. Leutnant Hochstedts Braut kommt vorbei, und als beide eine Gemeinsamkeit feststellen, nämlich dass sowohl Robert Hochstedt als auch Max Froehlich am selben Frontabschnitt an der Somme Dienst tun, kauft die Braut des Leutnants der Alten eine Spendenkarte ab. Nun hat Mutter Froehlich mit ihren Hindenburg-Groschen genau einhundert Mark erarbeitet. Diese wechselt sie bei Mieze Lehmann gegen deren soeben als Arbeitslohn erhaltene Banknote. Mit ihren jeweiligen 100 Mark – in einem Schein und in Münzen – zeichnen sowohl die Froehlich als auch die Lehmanns Kriegsanleihen. Und so kehrt auch die Banknote E 7400001 zu ihrem Ursprungsort, der Reichsbank, zurück.

## Produktionsnotizen
Der feldgraue Groschen entstand im Auftrag des Bild- und Filmamtes im Union-Atelier in Berlin-Tempelhof. Der zweiaktige Film wurde im März 1917 uraufgeführt. Für den aus Dänemark verpflichteten Kameramann Frederik Fuglsang war dies sein erster nachzuweisender deutscher Kinofilm.
In zwei kurzen Tricksequenzen wird der „feldgraue Groschen“ als Soldat mit Groschenkopf dargestellt. Die letzte Filmszene weist eine weitere Tricksequenz auf: Dort fahren die links auf der Banknote abgebildeten Kriegsschiffe ins offene Meer zum Kampfauftrag hinaus.
Eine zerfetzte Granathülse mit dem Schriftzug „Bethlehem Works“ soll zeigen, dass die USA selbst noch zu Zeiten ihrer offiziellen Neutralität auf der Seite des Gegners im Krieg gegen Deutschland eingegriffen hatten.

## Einordnung
Der feldgraue Groschen ist ein typisches Beispiel für einen Film für die so genannte „Heimatfront“. Damit sollte nicht nur an die Anstrengungen der Soldaten im Felde erinnert werden, sondern auch daran, dass jeder Einzelne daheim seinen – vor allem finanziellen – Beitrag zum siegreichen Ende des Krieges leisten könne.